# Piper Gilles
Piper Gilles (Rockford, 16 gennaio 1992) è una danzatrice su ghiaccio statunitense naturalizzata canadese.
Ha vinto, insieme con Paul Poirier, due medaglie d'argento e un bronzo ai Campionati dei Quattro continenti, oltre a vantare la presenza alle Olimpiadi di Pyeongchang 2018.

## Vita privata
Piper Gilles è nata a Rockford, negli Stati Uniti, da madre canadese; anche sua nonna è di origini canadesi. Ha un fratello più grande, Todd, che è stato anche lui un danzatore su ghiaccio, mentre la sua sorella gemella Alexe ha praticato il pattinaggio singolo.

## Biografia
Nel gennaio 2003 Gilles inizia a danzare in coppia con Timothy McKernan, con cui in seguito comincia pure a disputare i suoi primi eventi del Grand Prix juniores e ottiene una medaglia d'argento ai campionati statunitensi juniores. Dopo cinque anni, nel maggio 2008, il loro sodalizio si scioglie a causa della differenza di altezza fra i due dovuta alla crescita di Gilles.
Gilles forma quindi una nuova coppia insieme con Zachary Donohue ottenendo, nell'arco di due stagioni di attività, due medaglie di bronzo ai campionati statunitensi juniores e il nono posto ai Mondiali juniores che si sono disputati a L'Aia nel 2010. Dopo un periodo di pausa in seguito alla separazione da Donohue, viene contattata dal pattinatore canadese Paul Poirier e nel luglio 2011 si trasferisce in Canada per iniziare a gareggiare insieme a lui. Nel corso del loro primo anno, Gilles e Poirier non hanno potuto competere a livello internazionale perché la statunitense ha dovuto attendere di essere rilasciata dalla propria federazione.
Nel corso della stagione 2012-13 Gilles e Poirier prendono parte allo Skate Canada e al Trophée Eric Bompard; disputano inoltre i Campionati dei Quattro continenti di Osaka 2013, piazzandosi al quinto posto, e giungono diciottesimi ai Mondiali di London 2013. Nel dicembre 2013 Gilles ottiene la cittadinanza canadese, avendo così l'opportunità di gareggiare alle Olimpiadi di Soči 2014 sotto la nuova bandiera. Durante la stagione olimpica la coppia si aggiudica la medaglia d'argento ai Campionati dei Quattro continenti, dietro Madison Hubbell e Zachary Donohue, ma, con Poirier reduce da un infortunio e con un quarto posto ottenuto ai campionati nazionali canadesi, i due non ricevono la convocazione per i Giochi olimpici. Si rifanno comunque quattro anni più tardi partecipando ai Giochi di Pyeongchang 2018, dove terminano al nono posto nella danza su ghiaccio.  
Gilles e Poirier salgono per due volte consecutive sul podio dei Campionati dei Quattro continenti nel 2019 e nel 2020 ottenendo, rispettivamente, una medaglia di bronzo e un argento; nel gennaio 2020 si laureano inoltre campioni nazionali canadesi per la loro prima volta.

## Palmarès
GP: Grand Prix; CS: Challenger Series; JGP: Junior Grand Prix

### Con Poirier per il Canada
| Internazionali | Internazionali | Internazionali | Internazionali | Internazionali | Internazionali | Internazionali | Internazionali | Internazionali | Internazionali | Internazionali | Internazionali | Internazionali | Internazionali | Internazionali |
| Evento | 2011–12        | 2012–13        | 2013–14        | 2014–15        | 2015–16        | 2016–17        | 2017–18        | 2018–19        | 2019–20        | 2020–21        | 2021–22        | 2022–23        | 2023-24        | 2024-25        |
| --- | -------------- | -------------- | -------------- | -------------- | -------------- | -------------- | -------------- | -------------- | -------------- | -------------- | -------------- | -------------- | -------------- | -------------- |
| Giochi olimpici invernali |                |                |                |                |                |                | 8°             |                |                |                | 7°             |                |                |                |
| Campionati mondiali |                | 18°            | 8°             | 6°             | 8°             | 8°             | 6°             | 7°             | C              | 3°             | 5°             | 3°             | 2°             | 2°             |
| Campionati dei Quattro continenti |                | 5°             | 2°             | 4°             | 5°             | 6°             |                | 3°             | 2°             | C              |                | R              | 1°             | 1°             |
| GP Finale |                |                |                | 5°             |                |                |                |                | 5°             |                | C              | 1°             | 3°             | 5°             |
| GP Cup of China |                |                |                |                |                |                |                |                |                |                |                |                | 1°             |                |
| GP della Finlandia |                |                |                |                |                |                |                |                |                |                |                | 1°             |                | 2°             |
| GP Trophée Eric Bompard |                | 6°             |                | 2°             | 2°             | 3°             |                | 3°             |                |                | 2°             |                |                |                |
| GP NHK Trophy |                |                | 5°             |                |                |                |                |                |                |                |                |                |                |                |
| GP Rostelecom Cup |                |                | 6°             |                |                |                | 4°             |                | 2°             |                |                |                |                |                |
| GP Skate America |                |                |                |                | 3°             |                | 4°             |                |                |                |                |                |                |                |
| GP Skate Canada |                | 4°             |                | 2°             |                | 3°             |                | 3°             | 1°             | C              | 1°             | 1°             | 1°             | 1°             |
| CS Autumn Classic |                |                |                | 2°             |                |                | 3°             |                | 1°             |                | 1°             |                |                |                |
| CS Golden Spin |                |                |                |                |                |                |                | 1°             |                |                |                |                |                |                |
| CS Nebelhorn Trophy |                |                |                |                |                | 3°             |                | 1°             |                |                |                |                |                |                |
| CS Ondrej Nepela Trophy |                |                |                |                | 1°             |                |                |                |                |                |                |                |                |                |
| U.S. Classic |                | 1°             |                |                |                |                |                |                |                |                |                |                |                |                |
| Nazionali |                |                |                |                |                |                |                |                |                |                |                |                |                |                |
| Campionati canadesi | 3°             | 2°             | 4°             | 2°             | 2°             | 3°             | 2°             | 2°             | 1°             | C              | 1°             | R              | 1º             | 1º             |
| SC Challenge | 1°             |                |                |                |                | 1°             |                |                |                | 1°             |                |                |                |                |
| Eventi a squadre |                |                |                |                |                |                |                |                |                |                |                |                |                |                |
| Giochi olimpici invernali |                |                |                |                |                |                |                |                |                |                | 4° S           |                |                |                |
| World Team Trophy |                |                |                |                |                |                |                |                |                |                |                | 6º S 3º P      |                | 5º S 2º P      |
| A = Assegnati; R = Ritirati; C = Evento cancellato; S = Risultato della squadra; P = Risultato personale. Medaglie assegnate solo per il risultato della squadra |                |                |                |                |                |                |                |                |                |                |                |                |                |                |

### Con Donohue per gli Stati Uniti
| Internazionali             | Internazionali | Internazionali |
| Evento                     | 2008–09        | 2009–10        |
| -------------------------- | -------------- | -------------- |
| Campionati mondiali junior |                | 9°             |
| JGP Repubblica Ceca        | 1°             |                |
| JGP Germania               |                | 3°             |
| JGP Ungheria               |                | 4°             |
| JGP Sud Africa             | 2°             |                |
| Nazionali                  |                |                |
| Campionato statunitense    | 3° J           | 3° J           |
| J = Junior                 |                |                |

### Con McKernan per gli Stati Uniti
| Internazionali           | Internazionali | Internazionali |
| Evento                   | 2006–07        | 2007–08        |
| ------------------------ | -------------- | -------------- |
| JGP Austria              |                | 5°             |
| JGP Messico              | 3°             |                |
| JGP Taiwan               | 6°             |                |
| JGP Gran Bretagna        |                | 4°             |
| North American Challenge | 1° J           |                |
| Nazionali                |                |                |
| Campionato statunitense  | 4° J           | 2° J           |
| J = Junior               |                |                |